# Vincenzo Capelli
Vincenzo Maria Capelli (Roma, 26 de octubre de 1988) es un deportista italiano que compitió en remo.
Ganó dos medallas en el Campeonato Mundial de Remo, en los años 2011 y 2016, y una medalla de plata en el Campeonato Europeo de Remo de 2012.
Participó en dos Juegos Olímpicos de Verano, ocupando el octavo lugar en Londres 2012 (cuatro sin timonel) y el séptimo en Río de Janeiro 2016 (ocho con timonel).

## Palmarés internacional
| Campeonato Mundial | Campeonato Mundial      | Campeonato Mundial | Campeonato Mundial |
| Año                | Lugar                   | Medalla            | Prueba             |
| ------------------ | ----------------------- | ------------------ | ------------------ |
| 2011               | Bled (Eslovenia)        | Medalla de oro     | Dos con timonel    |
| 2016               | Róterdam (Países Bajos) | Medalla de bronce  | Dos con timonel    |
| Campeonato Europeo |                         |                    |                    |
| Año                | Lugar                   | Medalla            | Prueba             |
| 2012               | Varese (Italia)         | Medalla de plata   | Ocho con timonel   |